# Liste der Mitglieder des Sächsischen Landtags 1899/1900
Diese Liste gibt einen Überblick über die Mitglieder des 28. ordentlichen Sächsischen Landtags, der vom 9. November 1899 bis zum 12. Mai 1900 tagte.

## Zusammensetzung der I. Kammer

### Präsidium
- Präsident: Richard Graf von Könneritz
- Vizepräsident: Friedrich Theodor von Zezschwitz
- 1. Sekretär: Ernst Heinrich Thiele
- 2. Sekretär: Rudolf Karl Freiherr von Finck

### Vertreter des Königshauses und der Standesherrschaften
| Besitz oder Institution                                      | Abgeordneter                                          | Bemerkungen                     |
| ------------------------------------------------------------ | ----------------------------------------------------- | ------------------------------- |
| Sächsisches Königshaus                                       | Prinz Georg Prinz Friedrich August Prinz Johann Georg |                                 |
| Besitzer der Standesherrschaft Königsbrück                   | Karl Robert Bruno Naumann                             |                                 |
| Besitzer der Standesherrschaft Reibersdorf                   | Johann Georg Graf von Einsiedel                       |                                 |
| Besitzer der Herrschaft Wildenfels                           | Friedrich Magnus Graf zu Solms-Wildenfels             |                                 |
| Vertreter der vier Schönburgischen Lehnsherrschaften         | Joachim Graf und Herr von Schönburg                   |                                 |
| Bevollmächtigter der fünf Schönburgischen Rezessherrschaften | Karl Alfred von Wächter                               |                                 |
| Vertreter der Universität Leipzig                            | Felix Victor Birch-Hirschfeld                         | † 19. November 1899             |
| Vertreter der Universität Leipzig                            | Adolf Wach                                            | eingetreten am 7. Dezember 1899 |

### Vertreter der Geistlichkeit
| Amt                                  | Abgeordneter                          | Bemerkungen |
| ------------------------------------ | ------------------------------------- | ----------- |
| Evangelischer Oberhofprediger        | Heinrich Ludwig Oskar Ackermann       |             |
| Dekan des Domstifts zu Bautzen       | Ludwig Wahl                           |             |
| Superintendent zu Leipzig            | Johann Theodor Oskar Pank             |             |
| Vertreter des Kollegiatstifts Wurzen | Theodor Friederici                    |             |
| Vertreter des Hochstifts Meißen      | Karl Rudolf Toussaint von Charpentier |             |

### Auf Lebenszeit gewählte Abgeordnete der Rittergutsbesitzer
| Wahlbezirk            | Abgeordneter                                                  | Bemerkungen |
| --------------------- | ------------------------------------------------------------- | ----------- |
| Meißner Kreis         | Rudolf Karl Freiherr von Finck                                |             |
| Meißner Kreis         | Egon Karl Kaspar Graf von Rex                                 |             |
| Meißner Kreis         | Karl Wilhelm von Oppel                                        |             |
| Erzgebirgischer Kreis | Wilhelm von Herder                                            |             |
| Erzgebirgischer Kreis | Hans Freiherr von Könneritz                                   |             |
| Oberlausitz           | Ferdinand Graf und Edler Herr zu Lippe-Biesterfeld-Weißenfeld |             |
| Oberlausitz           | Johann Friedrich von Wiedebach                                |             |
| Oberlausitz           | Friedrich Theodor von Zezschwitz                              |             |
| Leipziger Kreis       | Benno Karl Rudolf von Watzdorf                                |             |
| Leipziger Kreis       | Alfred Georg Sahrer von Sahr                                  |             |
| Vogtländischer Kreis  | Rudolph Woldemar von Bodenhausen                              |             |
| Vogtländischer Kreis  | Karl Gustav Heinrich von Metzsch-Reichenbach                  |             |

### Rittergutsbesitzer durch Königliche Ernennung
- Hans Dietrich Konrad von Trützschler Freiherr zum Falkenstein
- Bernhard Edler von der Planitz
- Richard Graf von Könneritz
- Karl Kaspar Graf von Rex
- Otto Ludwig Christof von Schönberg
- Leo Sahrer von Sahr
- Arnold Woldemar von Frege-Weltzien
- Georg Hempel
- Julius Pfeiffer
- Hans von Trebra-Lindenau

### Magistratspersonen
| Wahlbezirk | Abgeordneter                            | Bemerkungen |
| ---------- | --------------------------------------- | ----------- |
| Dresden    | Gustav Otto Beutler, Oberbürgermeister  |             |
| Leipzig    | Carl Bruno Tröndlin, Oberbürgermeister  |             |
| Zwickau    | Johann Karl Keil, Oberbürgermeister     |             |
| Freiberg   | Max Otto Schroeder, Bürgermeister       |             |
| Annaberg   | Karl Theodor Wilisch, Bürgermeister     |             |
| Döbeln     | Ernst Heinrich Thiele, Bürgermeister    |             |
| Bautzen    | Johannes Käubler, Bürgermeister         |             |
| Chemnitz   | Heinrich Gustav Beck, Oberbürgermeister |             |

### Vom König nach freier Wahl ernannte Mitglieder
- Hermann von Nostitz-Wallwitz
- Theodor Hultzsch
- Alfred Thieme
- Karl Robert Gruner
- Otto Theodor Meusel

## Zusammensetzung der II. Kammer

### Präsidium
- Präsident: Paul Mehnert
- 1. Vizepräsident: Arthur Georgi
- 2. Vizepräsident: Hugo Gottfried Opitz
- 1. Sekretär: Karl August Rudolf Rüder
- stellvertretender 1. Sekretär: Friedrich Wilhelm Hauffe
- 2. Sekretär: Oswald Ahnert
- stellvertretender 2. Sekretär: Franz Alexander Maschke

### Städtische Wahlbezirke
| Wahlbezirk | Abgeordneter                    | Partei / politische Ausrichtung       | Bemerkungen              |
| ---------- | ------------------------------- | ------------------------------------- | ------------------------ |
| Dresden 1  | Paul Hermann Eberhard Leupold   | Konservativer Landesverein in Sachsen |                          |
| Dresden 2  | Bernhard Behrens                | Konservativer Landesverein in Sachsen |                          |
| Dresden 3  | Karl Julius Fräßdorf            | SPD                                   |                          |
| Dresden 4  | Carl Ernst Grumbt               | Konservativer Landesverein in Sachsen |                          |
| Dresden 5  | Johannes Georg Stöckel          | Konservativer Landesverein in Sachsen |                          |
| Leipzig 1  | Franz Albert Friedrich Gontard  | NLP                                   |                          |
| Leipzig 2  | Otto Schill                     | NLP                                   |                          |
| Leipzig 3  | Ernst Otto Enke                 | Konservativer Landesverein in Sachsen |                          |
| Leipzig 4  | Julius Emil Otto Müller         | NLP                                   |                          |
| Leipzig 5  | Friedrich Maximilian Schober    | Konservativer Landesverein in Sachsen |                          |
| Chemnitz 1 | Karl Robert Uhlich              | NLP                                   |                          |
| Chemnitz 2 | Heinrich Julius Seifert         | SPD                                   |                          |
| Zwickau    | Heinrich Heitzig                | NLP                                   |                          |
| 1          | Johannes Rollfuß                | NLP                                   |                          |
| 2          | Karl Friedrich August Reißmann  | Konservativer Landesverein in Sachsen |                          |
| 3          | Richard Huste                   | Konservativer Landesverein in Sachsen |                          |
| 4          | Hans Christian Spieß            | Konservativer Landesverein in Sachsen |                          |
| 5          | Karl Gustav Ackermann           | Konservativer Landesverein in Sachsen |                          |
| 6          | Georg Moritz Braun              | NLP                                   |                          |
| 7          | Karl August Rudolf Rüder        | Konservativer Landesverein in Sachsen |                          |
| 8          | Ernst Robert Härtwig            | Konservativer Landesverein in Sachsen |                          |
| 9          | Ludwig Albert Julius Niethammer | NLP                                   |                          |
| 10         | Arthur Schieck                  | NLP                                   |                          |
| 11         | Hermann Gleisberg               | NLP                                   |                          |
| 12         | Oswald Ahnert                   | NLP                                   |                          |
| 13         | Oskar Liebau                    | Konservativer Landesverein in Sachsen |                          |
| 14         | Eduard Reinhold                 | NLP                                   | verstarb am 4. Juli 1900 |
| 15         | Bernhard Bößneck                | NLP                                   |                          |
| 16         | Hermann Teichmann               | NLP                                   |                          |
| 17         | Karl Albin Uhlmann              | DFP                                   |                          |
| 18         | Johannes Immanuel Schöne        | NLP                                   |                          |
| 19         | Alfred Gräfe                    | (Wild-)Liberal                        |                          |
| 20         | Julius Bochmann                 | Konservativer Landesverein in Sachsen |                          |
| 21         | Arthur Georgi                   | NLP                                   |                          |
| 22         | Hugo Gottfried Opitz            | Konservativer Landesverein in Sachsen |                          |
| 23         | Robert Adolf Kellner            | NLP                                   |                          |
| 24         | Edmund Paulus                   | NLP                                   |                          |

### Ländliche Wahlbezirke
| Wahlbezirk | Abgeordneter                 | Partei / politische Ausrichtung       | Bemerkungen                                  |
| ---------- | ---------------------------- | ------------------------------------- | -------------------------------------------- |
| 1          | Wilhelm Volke                | Konservativer Landesverein in Sachsen |                                              |
| 2          | Theodor Richter              | NLP                                   |                                              |
| 3          | Oskar Preibisch              | NLP                                   |                                              |
| 4          | Rudolph Elwir Hähnel         | Konservativer Landesverein in Sachsen |                                              |
| 5          | Johann Schmole               | Konservativer Landesverein in Sachsen | sorbisch Jan Smoła                           |
| 6          | Karl Friedrich Matthes       | Konservativer Landesverein in Sachsen |                                              |
| 7          | Bernhard Ferdinand Rentsch   | Konservativer Landesverein in Sachsen |                                              |
| 8          | Michael Kockel               | Konservativer Landesverein in Sachsen | sorbisch Michał Kokla                        |
| 9          | Clemens August Träber        | DFP                                   |                                              |
| 10         | Karl Gustav Großmann         | Konservativer Landesverein in Sachsen |                                              |
| 11         | Friedrich Wilhelm May        | DFP                                   |                                              |
| 12         | Friedrich Gustav Frenzel     | DFP                                   |                                              |
| 13         | Georg Andrä                  | Konservativer Landesverein in Sachsen |                                              |
| 14         | Emil Kluge                   | Konservativer Landesverein in Sachsen |                                              |
| 15         | Philipp Steyer               | Konservativer Landesverein in Sachsen |                                              |
| 16         | Ernst Robert Rudelt          | Konservativer Landesverein in Sachsen |                                              |
| 17         | Ernst Emil Horst             | Konservativer Landesverein in Sachsen |                                              |
| 18         | Otto Steiger                 | Konservativer Landesverein in Sachsen |                                              |
| 19         | Karl Heinrich Richter        | Konservativer Landesverein in Sachsen |                                              |
| 20         | Friedrich Wilhelm Hauffe     | Konservativer Landesverein in Sachsen |                                              |
| 21         | Ernst Däberitz               | Konservativer Landesverein in Sachsen |                                              |
| 22         | Ernst Robert Schlag          | Konservativer Landesverein in Sachsen | Nachwahl nach Tod von Johann Nepomuk Köckert |
| 23         | Kurt Töpfer                  | Bund der Landwirte                    |                                              |
| 24         | Gustav Heinrich Dieterich    | Konservativer Landesverein in Sachsen |                                              |
| 25         | Eduard Rößner                | Konservativer Landesverein in Sachsen |                                              |
| 26         | Ernst Däweritz               | Konservativer Landesverein in Sachsen | Nachwahl                                     |
| 27         | Karl Paul Mehnert            | Konservativer Landesverein in Sachsen |                                              |
| 28         | Kurt Harter                  | Konservativer Landesverein in Sachsen |                                              |
| 29         | Robert Fritzsching           | Konservativer Landesverein in Sachsen |                                              |
| 30         | Franz Alexander Maschke      | Konservativer Landesverein in Sachsen |                                              |
| 31         | Franz Hofmann                | SPD                                   |                                              |
| 32         | Johannes Schubart            | Konservativer Landesverein in Sachsen |                                              |
| 33         | Theodor Heymann              | Konservativer Landesverein in Sachsen |                                              |
| 34         | Hans Karl Hugo von Kirchbach | Konservativer Landesverein in Sachsen |                                              |
| 35         | Friedrich Wilhelm Kühlmorgen | Konservativer Landesverein in Sachsen |                                              |
| 36         | Heinrich Stolle              | SPD                                   |                                              |
| 37         | Hermann Engelmann            | Konservativer Landesverein in Sachsen |                                              |
| 38         | Julius Thieme                | Konservativer Landesverein in Sachsen |                                              |
| 39         | Hermann Leithold             | Konservativer Landesverein in Sachsen |                                              |
| 40         | Albin Klötzer                | Konservativer Landesverein in Sachsen |                                              |
| 41         | Friedrich Moritz Wolf        | Konservativer Landesverein in Sachsen |                                              |
| 42         | Hans Edler von Querfurth     | Konservativer Landesverein in Sachsen | Nachwahl nach Tod von Gustav Rostosky        |
| 43         | Franz Louis Wolff            | NLP                                   |                                              |
| 44         | Wilhelm Zeidler              | Konservativer Landesverein in Sachsen |                                              |
| 45         | Gustav Richard Bunde         | Konservativer Landesverein in Sachsen |                                              |